# Abhaya Naga
Abhaya Naga (o simplement Abhaya) fou rei d'Anuradhapura (Sri Lanka) del 237 al 245. Era germà de Voharika Tissa al que va enderrocar per prendre-li la esposa.
Abhaya i la reina (esposa de Voharika Tissa) es van fer amants. El rei ho va saber i Abhaya va haver de fugir a l'Índia acompanyat d'alguns fidels, deixant a la cort a la reina mare Subha Deva amb l'encàrrec de preparar al país per una revolució. Quan Subha Deva li va comunicar que els preparatius s'havien culminat, Abhaya va creuar la mar amb una força d'indis (tàmils) i es va dirigir directament a la capital. Molts nobles van abandonar a Voharika Tissa que llavors es va adonar de la conspiració i no va tenir altre remei que fugir a cavall amb la seva esposa que era una bona amazona, i per un temps es va refugiar al país muntanyós conegut com a Malaya Rata; Abhaya es va proclamar rei (Abhaya Naga) i va marxar a Malaya Rata on finalment va atrapar a Voharika Tissa, el va matar i es va apoderar de la reina.
Va construir algunes parets per encerclar arbres sagrats i una sala quadrada al Lohapasada (Lowa Maha Paya) i es diu que va gastar 200.000 massa (monedes) en comprar robes pels monjos del país.
A la seva mort el va succeir el seu nebot Sirinaga II, fill de Voharika Tissa.